# Papouasie-Nouvelle-Guinée aux Jeux du Commonwealth
La Papouasie-Nouvelle-Guinée participe aux Jeux du Commonwealth depuis les Jeux de 1962 à Perth, en Australie. Elle envoie à Perth dix-huit athlètes aux épreuves d'athlétisme, de boulingrin, de boxe et d'haltérophilie, et obtient une médaille de bronze - en boxe. Elle est alors un territoire sous souveraineté australienne, et participe à quatre Jeux consécutifs sous ce statut. En 1975 elle obtient son indépendance, rejoint le Commonwealth des Nations en tant qu'État souverain, et a pris part depuis à toutes les éditions des Jeux - sauf ceux de 1986, où elle se joint au boycott. Les Papou-Néo-Guinéens ont remporté onze médailles à ce jour, dont quatre en or.

## Médailles
Résultats par Jeux :
| Année | Médaille d'or | Médaille d'argent | Médaille de bronze | Total   |
| ----- | ------------- | ----------------- | ------------------ | ------- |
| 1962  | 0             | 0                 | 1                  | 1       |
| 1966  | 0             | 1                 | 0                  | 1       |
| 1970  | 0             | 0                 | 0                  | 0       |
| 1974  | 0             | 0                 | 0                  | 0       |
| 1978  | 0             | 1                 | 0                  | 1       |
| 1982  | 0             | 0                 | 0                  | 0       |
| 1986  | absents       | absents           | absents            | absents |
| 1990  | 1             | 0                 | 0                  | 1       |
| 1994  | 0             | 1                 | 0                  | 1       |
| 1998  | 0             | 0                 | 1                  | 1       |
| 2002  | 0             | 0                 | 0                  | 0       |
| 2006  | 1             | 1                 | 0                  | 2       |
| 2010  | 0             | 1                 | 0                  | 1       |
| 2014  | 2             | 0                 | 0                  | 2       |
| Total | 4             | 5                 | 2                  | 11      |

Liste des médaillés :
| Nom                                                   | Jeux | Médaille           | Discipline    | Épreuves                   | Résultat                        |
| ----------------------------------------------------- | ---- | ------------------ | ------------- | -------------------------- | ------------------------------- |
| Geua Tau                                              | 1990 | Médaille d'or      | Boulingrin    | Individuel femmes          | bat Millie Khan (NZL) 25-18     |
| Ryan Pini                                             | 2006 | Médaille d'or      | Natation      | 100 mètres papillon hommes | 52 s 64                         |
| Dika Toua                                             | 2014 | Médaille d'or      | Haltérophilie | 53 kg femmes               | 193 kg                          |
| Steven Kari                                           | 2014 | Médaille d'or      | Haltérophilie | 94 kg hommes               | 349 kg                          |
| Robert Stewart                                        | 1966 | Médaille d'argent  | Tir           | Carabine hommes            | 381 points                      |
| Tumat Sogolik                                         | 1978 | Médaille d'argent  | Boxe          | - de 54 kg hommes          | battu par Finbar McGuigan (NIR) |
| Cunera Monalua Elizabeth Bure Linda Ahmat Wena Piande | 1994 | Médaille d'argent  | Boulingrin    | Équipe à quatre, femmes    | battues par l'Afrique du Sud    |
| Dika Toua                                             | 2006 | Médaille d'argent  | Haltérophilie | Combiné 53 kg femmes       | 181 kg                          |
| Ryan Pini                                             | 2010 | Médaille d'argent  | Natation      | 100 mètres papillon hommes | 52 s 50                         |
| K.L. Hopkins                                          | 1962 | Médaille de bronze | Boxe          | - de 71 kg hommes          |                                 |
| Lynch Ipera                                           | 1998 | Médaille de bronze | Boxe          | - de 57 kg hommes          |                                 |